# Strada europea E06

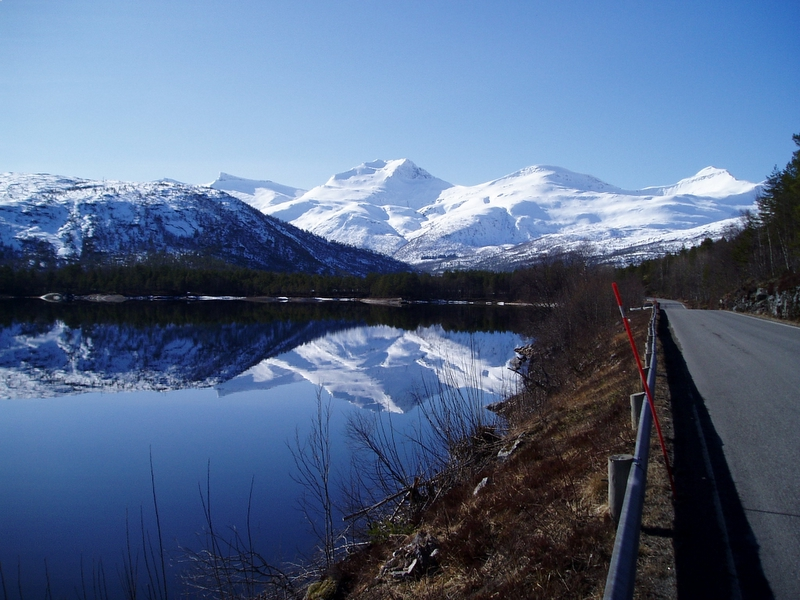
La E6 in prossimità di Narvik

La E6 è una strada europea di classe A che collega Trelleborg, situata nei pressi dell'estremità meridionale della Svezia, con Kirkenes, a pochi km dal confine russo-norvegese. Si tratta della principale dorsale nord-sud del territorio norvegese, nonché un'importante arteria con caratteristiche autostradali sulla costa occidentale svedese.

## Denominazione
La denominazione della strada rappresenta un'eccezione nel sistema delle strade europee. Trattandosi di una dorsale nord-sud, essa avrebbe dovuto acquisire una diversa denominazione, con un numero dispari, ma l'eccezione è stata permessa dal momento che le spese necessarie al cambio di segnaletica sarebbero state particolarmente onerose (in Norvegia e Svezia sono presenti anche cartelli che indicano come arrivare sulla E6, oltre a quelli presenti lungo la strada stessa).
In particolare, fino al 1985 si denominava con E6 anche la prosecuzione della strada in direzione sud, fino a Roma. In quell'anno, le fu data la denominazione di E47 nel tratto Helsingborg–Olderfjord (rimaneva E6 solo il tratto tra Olderfjord e Kirkenes, sebbene sul restante tratto non fu mai cambiata la segnaletica). Dopo un negoziato politico, nel 1992 la strada tornò alla denominazione originale ed attuale.

## Tracciato
Da sud a nord, la strada tocca le seguenti località:
- in Svezia, Trelleborg, Malmö, Helsingborg, Halmstad, Göteborg, Svinesund;
- in Norvegia, Sarpsborg, Moss, Oslo, Hamar, Lillehammer, Dombås, Oppdal, Melhus, Trondheim, Stjørdal, Steinkjer, Grong, Mosjøen, Mo i Rana, Saltdal, Fauske, Hamarøy, Narvik, Setermoen, Nordkjosbotn, Skibotn, Alta, Olderfjord, Lakselv, Karasjok, Varangerbotn e Kirkenes.

Tra Fauske e Hamarøy, il proseguimento del tracciato è garantito da un traghetto che collega le località di Bognes e Skarberget.

## Caratteristiche
La strada ha caratteristiche autostradali (con due carreggiate a due corsie ognuna) dalla periferia di Trelleborg fino a Uddevalla. Riprende tali caratteristiche da Strömstad a Dal, circa 50 km a nord di Oslo. La E6 è diventata un'autostrada a 4 corsie da Trelleborg a Kolomoen (vicino ad Hamar) nel 2015, sebbene in alcuni punti sia più larga.
Un altro tratto di strada di 60 km tra Brumunddal e Øyer è in fase di conversione in autostrada a 4 corsie, la cui conclusione è prevista intorno al 2025.
Il resto della strada ha carattere ordinario, con larghezza standard di 6-10 m. A nord di Trondheim, la strada può divenire molto tortuosa e più stretta di 6 m, rendendo complesso l'incrocio eventuale di mezzi pesanti. Diversi tratti ostici tra Trondheim e Alta sono in corso di ammodernamento, rendendo la sede stradale più ampia e rettilinea, anche se non vi è alcun progetto per portarli a caratteristiche autostradali.